# Alekseï Roubtsov
Alexeï Roubtsov, né le 5 août 1988 à Moscou en Russie, est un grimpeur professionnel. Il est principalement actif en compétition et participe à la coupe et aux championnats du monde d'escalade de bloc. Il est notamment champion du monde de bloc 2009 et a remporté la 9e édition de la compétition Melloblocco 2012.

## Biographie
En 2006 et 2007, Alexeï Roubtsov commence la compétition aux championnats d'escalade russe. En 2008, il s'inscrit à deux étapes de la coupe du monde d'escalade de bloc et parvient à se classer dans les points. En 2009, il participe aux championnats du monde d'escalade de bloc, et remporte la victoire devant Rustam Gelmanov et David Barrans. Les deux années suivantes, il participe à plusieurs étapes de la coupe du monde de bloc, et finit 3e à Sheffield et à Munich en 2011.
Au début de mai 2012, il participe à la 9e édition de Melloblocco, une compétition de bloc en extérieur, qui se déroule au Val Masino en Italie. Face à 2 200 autres participants, il finit vainqueur avec Michele Caminati, Anthony Gullsten et Shauna Coxsey.

## Ascensions remarquables en bloc
Les informations proviennent de la feuille de réalisations en bloc de Alexeï Roubtsov sur le site de 8a.nu
| Nom                                 | Site               | Date             | Commentaires |
| ----------------------------------- | ------------------ | ---------------- | ------------ |
| The Dagger                          | Cresciano, Suisse  | 17 décembre 2011 | -            |
| From Shallow Waters to the Riverbed | Magic Wood, Suisse | 6 août 2011      | -            |

| Nom                    | Site               | Date            | Commentaires |
| ---------------------- | ------------------ | --------------- | ------------ |
| Steppenwolf            | Magic Wood, Suisse | 9 décembre 2011 | -            |
| Sofa Surfer Direct     | Magic Wood, Suisse | 5 août 2011     | -            |
| The Riverbed           | Magic Wood, Suisse | 26 juillet 2011 | -            |
| One summer in paradise | Magic Wood, Suisse | 25 juillet 2011 | -            |
| Dark Sakai             | Magic Wood, Suisse | 24 avril 2011   | -            |
| Deep Throat            | Magic Wood, Suisse | 19 avril 2011   | -            |

## Palmarès
| Année | Lieu                   | Compétitions                     | Médaille                                         |
| ----- | ---------------------- | -------------------------------- | ------------------------------------------------ |
| 2009  | Qinghai, Chine         | Championnats du monde d'escalade | Médaille d'or en bloc                            |
| 2010  | Vienne, Autriche       | Coupe du monde d'escalade        | Médaille de bronze en bloc                       |
| 2011  | Sheffield, Royaume-Uni | Coupe du monde d'escalade        | Médaille de bronze en bloc                       |
| 2011  | Munich, Allemagne      | Coupe du monde d'escalade        | Médaille de bronze en bloc                       |
| 2015  | Munich, Allemagne      | Coupe du monde d'escalade        | Médaille d'or en bloc                            |
| 2016  | Meiringen, Suisse      | Coupe du monde d'escalade        | Médaille d'or en bloc                            |
| 2016  | Navi Mumbai, Inde      | Coupe du monde d'escalade        | Médaille de bronze en bloc                       |
| 2016  | Vail, États-Unis       | Coupe du monde d'escalade        | Médaille de bronze en bloc                       |
| 2016  | Munich, Allemagne      | Coupe du monde d'escalade        | Médaille de bronze en bloc                       |
| 2016  | -                      | Coupe du monde d'escalade        | Médaille de bronze en bloc au classement général |
| 2017  | Meiringen, Suisse      | Coupe du monde d'escalade        | Médaille d'argent en bloc                        |
| 2017  | Chongqing, Chine       | Coupe du monde d'escalade        | Médaille de bronze en bloc                       |
| 2017  | Tokyo, Japon           | Coupe du monde d'escalade        | Médaille d'or en bloc                            |
| 2017  | Navi Mumbai, Inde      | Coupe du monde d'escalade        | Médaille de bronze en bloc                       |
| 2017  | -                      | Coupe du monde d'escalade        | Médaille de bronze en bloc au classement général |
| 2017  | Wrocław, Pologne       | Jeux mondiaux                    | Médaille de bronze en bloc                       |
| 2018  | Meiringen, Suisse      | Coupe du monde                   | Médaille de bronze en bloc                       |
| 2018  | Chongqing, Chine       | Coupe du monde                   | Médaille de bronze en bloc                       |
| 2020  | Moscou, Russie         | Championnats d'Europe d'escalade | Médaille d'or en combiné                         |

| Année | Lieu               | Compétitions     | Médaille  |
| ----- | ------------------ | ---------------- | --------- |
| 2012  | Val Masino, Italie | Melloblocco 2012 | Vainqueur |

## Parraineurs
Alexeï Roubtsov est parrainé par Adidas.